# Uaibobo
Uaibobo (Uaibubo, Waibobo) ist ein osttimoresischer Suco im Verwaltungsamt Ossu (Gemeinde Viqueque).

## Geographie

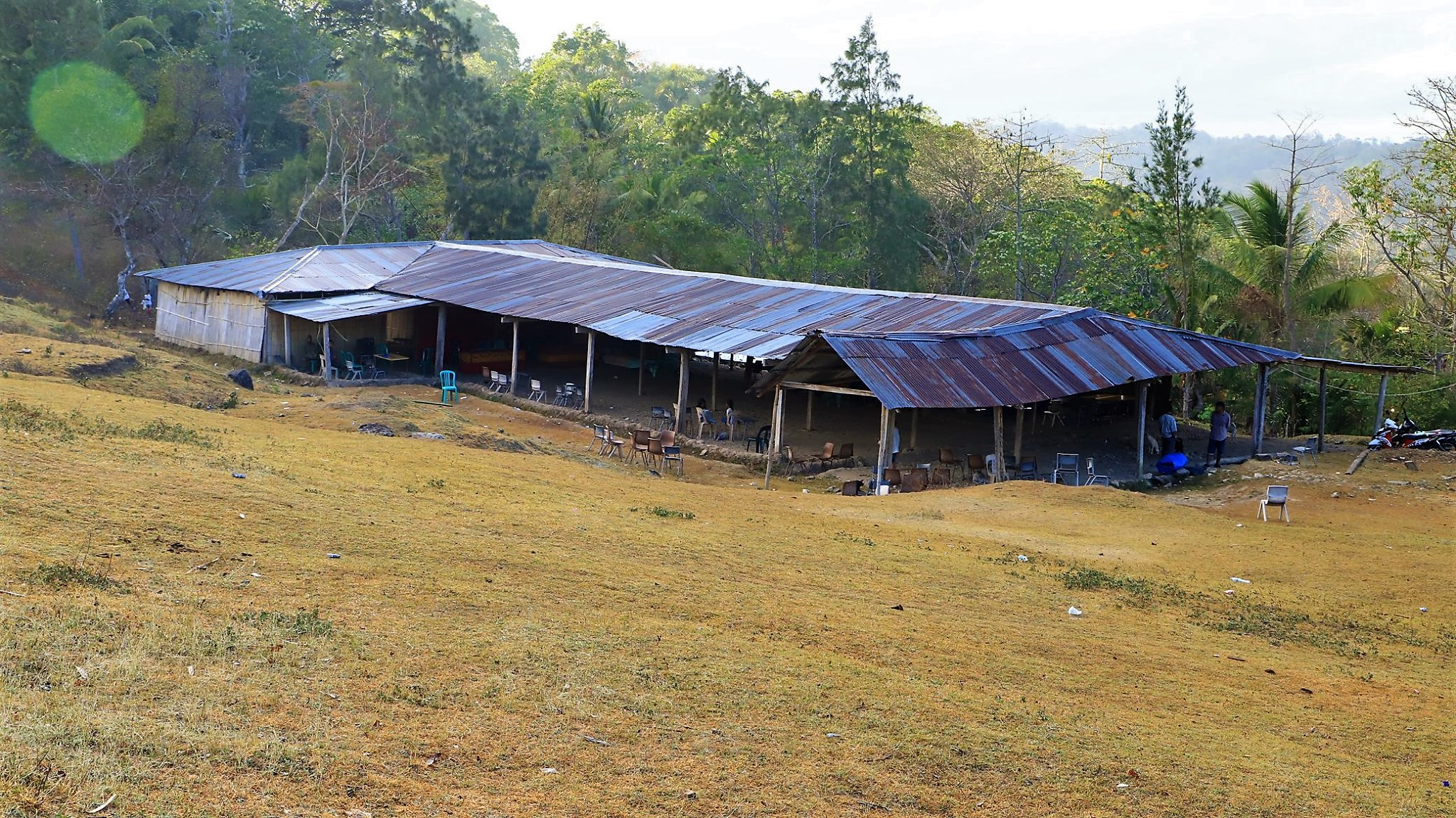
Grundschule von Uaibobo (2020)

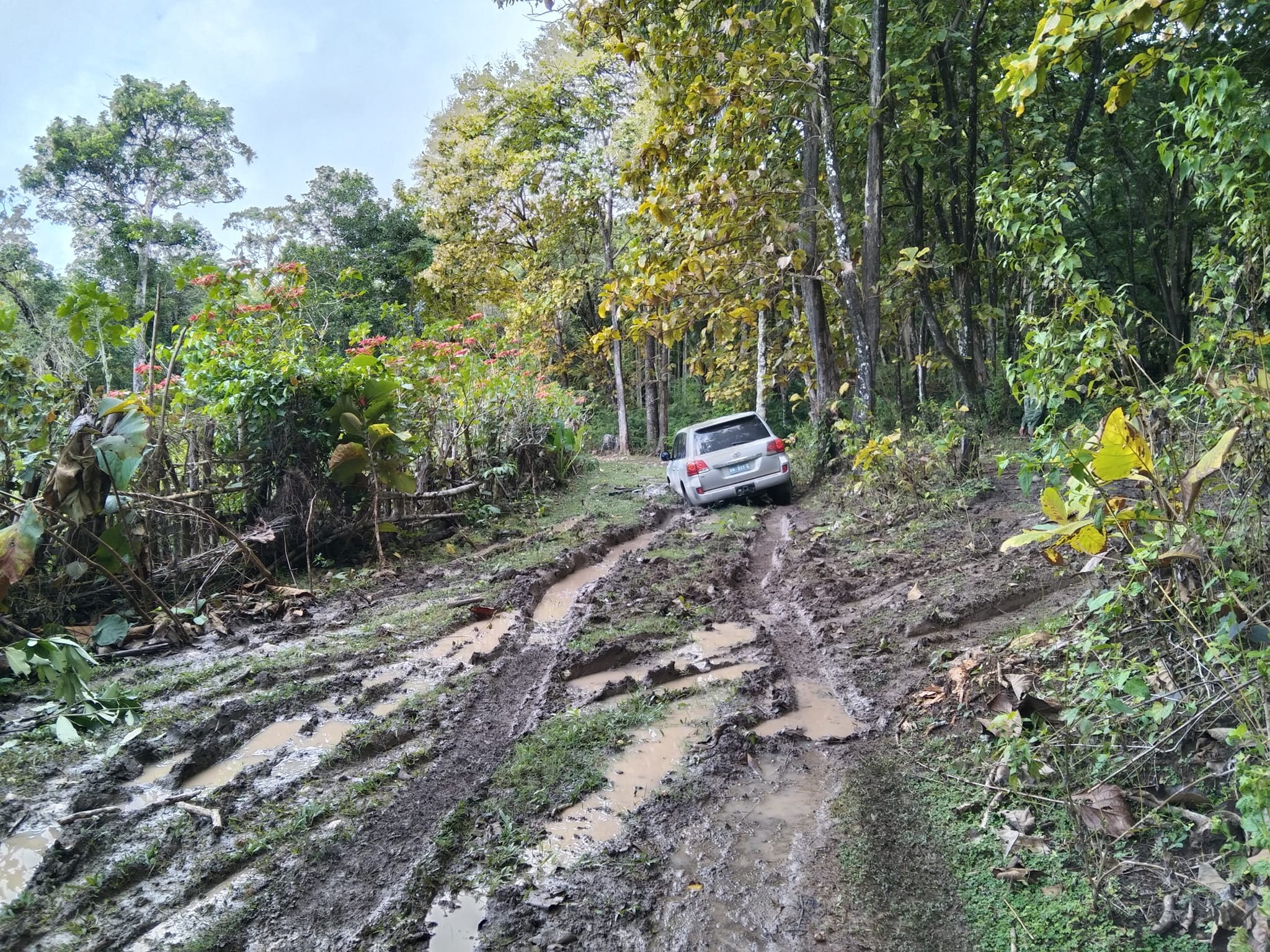
Unterwegs im Suco Uaibobo

Uaibobo liegt im Nordosten des Verwaltungsamt Ossu. Bei der Gebietsreform 2015 musste der Suco im Norden fast die Hälfte seines Territoriums an die Sucos Bado-Ho’o und Lelalai abgeben. Die Ortschaft Cailoibere ging dabei an Bado-Ho’o. Uaibobos Fläche verkleinerte sich von 24,58 km² auf 15,36 km².
Südlich von Uaibobo liegt der Suco Nahareca (Verwaltungsamt Ossu). Ansonsten ist Uaibobo von der Gemeinde Baucau umgeben. Im Westen liegt das Verwaltungsamt Venilale mit seinem Suco Bado-Ho’o und im Nordosten das Verwaltungsamt Quelicai mit seinen Sucos Lelalai und Maluro. Entlang einem Teil der Grenze zu Nahareca fließt der Fluss Culo, der in Uaibobo entspringt. Er mündet in den westlichen Grenzfluss, den Sauma. Die Flüsse gehören zum System des Seiçals. In Uaibobo liegen die Siedlungen Sogau, Munidailo, Uanise (Uanisi) und Leo.
Im Suco befinden sich die sieben Aldeias Darenau, Leo, Mundailo, Samaliurai, Sogau, Uaitau und Uanise.

## Einwohner
In Uaibobo leben 1.411 Einwohner (2022), davon sind 728 Männer und 683 Frauen. Im Suco gibt es 313 Haushalte. Die Einwohner sprechen als Muttersprache Makasae.

## Geschichte
Das Reich von Uaibobo war früher dem Reich von Luca unterstellt.
Am 14. Mai 2022 wurde der Anschluss Uaibobos an das Stromnetz offiziell eingeweiht.

## Politik
Bei den Wahlen von 2004/2005 wurde António Freitas Soares zum Chefe de Suco gewählt und 2009 in seinem Amt bestätigt. Bei den Wahlen 2016 gewann Goularte Melo Guterres.

## Persönlichkeiten
- João da Silva (* 1977), Marineoffizier